# Sumber Mulyorejo
Sumber Mulyorejo is een bestuurslaag in het regentschap Binjai van de provincie Noord-Sumatra, Indonesië. Sumber Mulyorejo telt 10.711 inwoners (volkstelling 2010).